# Epipocus figuratus
Epipocus figuratus es una especie de coleóptero de la familia Endomychidae.

## Distribución geográfica
Habita en México, Belice, Guatemala y  Costa Rica.